# Meakusma
Meakusma is een Belgisch muzieklabel en festival in Eupen.
Meakusma ontstond in 2008 als muzieklabel. In 2016 werd er daarnaast voor de eerste maal een festival georganiseerd dat een jaar later door de Britse krant The Guardian uitgeroepen werd tot een van de tien beste festivals van Europa. In 2020 werd het evenement geannuleerd vanwege de coronacrisis.
In 2016 waren onder andere Mike Cooper en Wax Treatment te gast, terwijl in 2017 onder andere Pierre Bastien, Dennis Tyfus en Tape Cuts Tape optraden.